# Nanno (musicienne)
Pour les articles ayant des titres homophones, voir Nano, Nano (homonymie) et Nanot.
Pour les articles homonymes, voir Nanno.
Nanno était une musicienne grecque ayant vécu vers 630 – 600 av. J.-C..
Originaire de Colophon en Asie mineure, Nanno était une joueuse d'aulos, une flûte double. Le poète Mimnerme lui dédia ses œuvres les plus importantes et donna le nom de Nanno à certaines de ses élégies.

## Notice biographique
Très peu de choses sont connues de cette musicienne, déjà obscure aux auteurs qui la citent. 

### Évocation artistique
- Nanno figure parmi les 1 038 femmes référencées dans l'œuvre d’art contemporain The Dinner Party (1979) de Judy Chicago. Son nom y est associé à Sappho[1],[2].